# Jazzclub
Jazzclub bezeichnet ursprünglich eine vereinsmäßige Organisation von Jazzanhängern, zumeist zum Zwecke des Meinungsaustausches, gemeinsamen Schallplattenhörens und der Organisation von Konzerten. Heute bezieht er sich auch allgemeiner auf Lokalitäten, in denen für ein zahlendes Publikum mehr oder minder regelmäßig Jazzkonzerte stattfinden. Dabei handelt es sich teilweise auch um die Kooperation von Jazzliebhabern mit einem Gastwirt.

## Geschichte
Jazzclubs entstanden zunächst aus dem Zusammenschluss von Jazzfans, die sich gegenseitig mit Vorträgen und Schallplattenabenden über die sich rasch entwickelnde Jazzmusik und ihre neuesten  Tendenzen, die nur z. T. über die Radiosender oder bei den Auftritten von Bands in Tanzcafés oder Varietés zu erfahren waren, informierten. Es kam daher schon in den 1930ern zur Gründung von sog. Hot-Clubs, die zum Teil zunächst einen informellen Charakter hatten. Insbesondere in Deutschland war dies auch geboten, da die Swingjugend während des Nationalsozialismus offiziell verboten und teils mit Internierung bestraft wurde, aber dennoch (z. B. in Berlin, Leipzig und Frankfurt am Main) entsprechende Clubs tätig waren. Insbesondere in Westdeutschland wurden nach dem Krieg weitere Hot-Clubs gegründet.
Durch die Entwicklung des Modern Jazz, der sich wenigstens tendenziell nicht mehr als Tanzmusik verstand, verschärfte sich in allen Ländern der Bedarf an Auftrittsorten für tourende Musiker, Amateurjazzer und Konzertprogrammreihen weiter. Die Clubs fungierten nun auch als Veranstaltungsort für Tournee-Konzerte und Sessions. Von den Anfängen im Mutterland des Jazz, USA, sprang der Funke bald nach Europa über, zunächst vor allem nach der französischen Hauptstadt, wo viele US-Amerikaner vorübergehend Wohnsitz nahmen, und von dort dann auch nach Mitteleuropa und Skandinavien. 

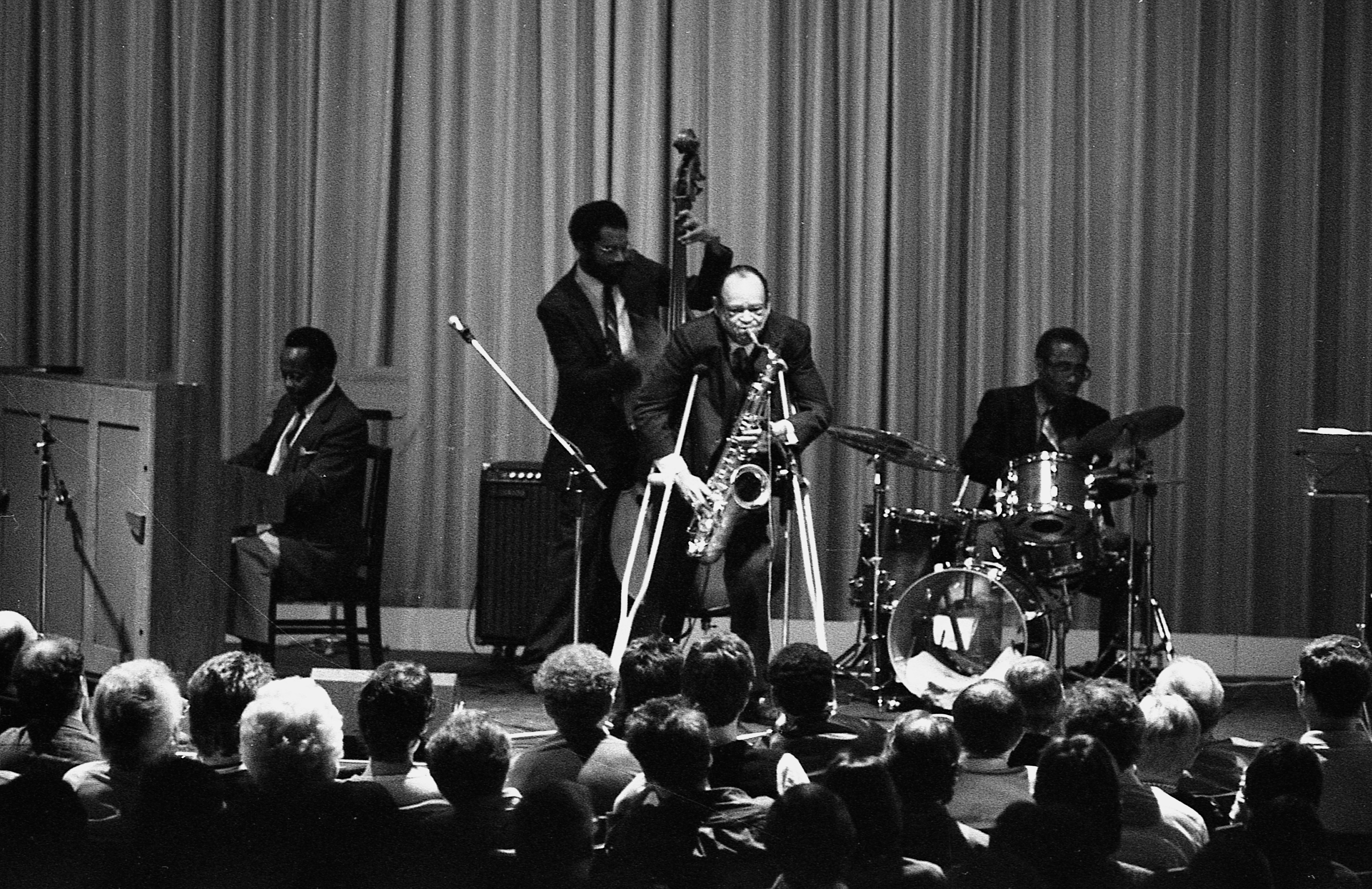
Für Konzerte mit Stars wich man manchmal in Kinos aus: Arnett Cobb und Band im Filmforum Duisburg 1987

Insbesondere in den 1950ern gedieh der Jazz im Untergrund. Nach französischem Vorbild entstanden Jazzkeller. Neben Kellern wurden aber auch Katakomben, ausgediente Fabriken und Baracken von den Clubmitgliedern eigenhändig ausgestaltet. In Mittelstädten gab es teilweise mehrere Jazzclubs nebeneinander, insbesondere als die Richtungen zu stark auseinanderdrifteten – einerseits Dixieland, andererseits Cool Jazz. Ein wichtiger Vorteil der Clubs gegenüber regulären Lokalen war, dass keine Schankerlaubnis erforderlich war. Mit Hilfe von Tagesmitgliedschaften konnten auch Vereinsgäste an den Konzerten teilnehmen bzw. Clubs auf kommerzieller Basis aufgezogen werden. Auch die Deutsche Jazz Föderation, die Dachorganisation der Jazzclubs in Westdeutschland, förderte mit ihrem Veranstaltungsreferat, dass die Clubs zunehmend zum Austragungsort von Tourneen wurden. Nur ein geringer Teil der Clubs, wie der Jazzkeller Frankfurt, fungierten teilweise auch als Musikertreffs, so dass es dort regelmäßig zu hochkarätigen  Jamsessions und unter Umständen auch zur musikalischen Weiterentwicklung kam. In Zürich hatte das nicht mehr bestehende Jazzcafé Africana eine entsprechende Funktion.

## Aktueller Stand
Aufgrund der wirtschaftlichen Entwicklung ist es heute kaum noch möglich, dass tourende  Jazzmusiker „für die Tür“ (d. h. ausschließlich für die Eintrittseinnahmen) spielen können, da Hotelkosten anfallen, Familien versorgt werden müssen usw. Viele Jazzclubs haben daher den Charakter von Jazzkneipen nach dem Motto „Bier und Jazz“ angenommen; die gastronomischen Einnahmen finanzieren dann wesentlich den künstlerischen Betrieb mit und bestimmen ihn auf diese Weise zumindest tendenziell. Ein kleinerer Teil der Jazzclubs sind Konzertklubs mit hohem künstlerischen Anspruch, der finanziell vor allem durch öffentliche Förder- und privatwirtschaftliche Sponsorengelder realisiert wird. Einnahmen aus der Gastronomie sind in diesen Fällen eher ein Zubrot.

## Bekannte Veranstaltungsorte
Bekannte Veranstaltungslokale mit Clubcharakter in Deutschland sind die Unterfahrt in München, der BIX Jazzclub in Stuttgart, der Stadtgarten in Köln, der Jazzclub Hürth, der Jazz Club Hannover, der Jazz Club Minden, der Hot Jazz Club in Münster, das Jazzhaus in Freiburg im Breisgau, das domicil in Dortmund, das Quasimodo und A-Trane in Berlin, das Birdland in Neuburg an der Donau, der Jazzclub Villingen, das Jazzstudio in Nürnberg, das Blue Note in Fürth und der Jazzclub Neue Tonne in Dresden. In der süddeutschen Provinz ist der club W71 in Weikersheim und der Jazzclub Le Pirate Rosenheim zu erwähnen. In Ostdeutschland ist die Geschichte der Jazzclubs kürzer und meist durch die Reibung von staatlich verordneter Kulturpolitik und selbstorganisierter Kulturarbeit bestimmt; nur in wenigen Fällen wie in Eisenach reicht die Geschichte bis in die späten 1950er Jahre. Verstärkt wurden sie in den 1970er Jahren gegründet. Die dortigen Clubs waren der Partei und der Stasi ein Dorn im Auge, wie die bisherige Aufarbeitung zeigt.
In der Schweiz blühen bis heute die Jazzclubs: In größeren Orten wie Basel, Bern, Genf oder Zürich existieren z. T. noch mehrere Clubs, während selbst in Orten wie Rheinfelden noch echte Clubs und mit Lokalen wie der Mühle Hunziken in Rubigen auch überregional attraktive Spielstätten bestehen.
In Wien besteht seit 1972 das Jazzland, wo man sechsmal in der Woche vor allem klassischen Jazzstile live zu hören bekommt, im Porgy & Bess sind primär avantgardistische und aktuelle Strömungen zu Hause und in dem im August 2008 nach einem Konkurs geschlossenen Birdland versuchte man, das Erbe von Joe Zawinul am Leben zu erhalten. Aber auch anderswo in Österreich, z. B. in Graz (der rührige Royal Garden Jazzclub), in Dornbirn oder in Lustenau, gibt es aktive Clubs, die immer noch ein anspruchsvolles Programm bieten. 
Wichtigster Club in Prag ist das Reduta, gegründet 1958. Seit einem Saxophon-Auftritt des damals amtierenden US-Präsidenten Bill Clinton ist der Club auch in Übersee bekannt. Clinton kam damals als Gast des tschechischen Präsidenten Václav Havel in den Club. Havel schenkte ihm ein Saxophon, welches Clinton umgehend mit den Reduta All Stars einweihte.